# Wolf von Biedermann
Pour les articles homonymes, voir von Biedermann.
Wolf Freiherr von Biedermann (1890-1964) est un général allemand durant la seconde guerre mondiale.

## Biographie
Il débute dans l'armée en 1911 et devient lieutenant en 1912. Durant la Première Guerre mondiale dans le 178e régiment d'infanterie (de) et devient par la suite pilote de chasse.
Entre 1920 à 1931, il commande le 10e régiment (saxon) d'infanterie (de). En octobre 1934, il est transféré dans la Luftwaffe. De 1930 à 1935, il est consultant au ministère de la guerre à Berlin.
Entre 1940 à 1942, il commande le régiment de l'armée de l'air dans la région de Halberstadt.
De 1942 à 1943, il commande la 7. Luftwaffen-Feld-Division. De 1944 à 1945, il commande une école de pilote de l'air. Il est arrêté le 8 mai 1945 par l'armée britannique. Il est libéré en mai 1948.